# Понте ди Пјаве
Понте ди Пјаве (итал. Ponte di Piave) је насеље у Италији у округу Тревизо, региону Венето.
Према процени из 2011. у насељу је живело 3529 становника. Насеље се налази на надморској висини од 11 м.

## Становништво
Према резултатима пописа становништва 2011. у општини је живело 8.312 становника.
| 1931. | 1936. | 1951. | 1961. | 1971. | 1981. | 1991. | 2001. | 2011. |
| ----- | ----- | ----- | ----- | ----- | ----- | ----- | ----- | ----- |
| 7.182 | 7.077 | 7.131 | 5.888 | 5.483 | 5.830 | 6.233 | 7.128 | 8.312 |

## Партнерски градови
- Кастелжинест